# 环境组织列表
这是一个环境组织列表。该列表包括政府部门和非政府组织。

## 政府间组织
为了保护环境，而以国际协定或其它约定建立起来的政府组织和实体：
- 环境合作委员会（CEC）
- 欧洲环境署（EEA）
- 政府间气候变化专门委员会（IPCC）
- 联合国环境组织（UNEO）
- 联合国环境规划署（UNEP）
- 环境安全研究所（英语：Institute for Environmental Security），IES，是2002年于海牙成立的一个非盈利的国际性非政府组织，为的是通过增加对环境安全的政治关注来帮助维护和平与可持续发展的基本条件。

与国家级的相区别，也有联合区域和地方级政府的政府间环境组织。例子有可持续发展地方政府网络和ICLEI（地方政府环境行动理事会）-支持可持续性的地方政府和东亚海域环境管理区域合作计划（PEMSEA）。这些组织通过开放性协作机制共享最优政策，并依照联合国千年议程（UN Millennium Agenda），在与环境发展相关的问题上为参与者给予援助和建议。这些网络可被视为国际组织，并在联合国的各种环境组织中拥有观察员身分。

## 政府组织
所有的发达国家和大多数发展中国家都有专门监测和保护环境的政府部门或机构：

### 巴西
- 巴西环境与可再生资源研究所（英语：IBAMA）

### 加拿大
- 加拿大環境和氣候變化部
- 加拿大环境职业组织（英语：ECO Canada）

### 中国
- 中華人民共和國生態環境部

#### 香港
- 環境局
  - 環境保護署

#### 澳門
- 環境保護局

### 印度
- 印度环境、森林和氣候變化部（英语：Ministry of Environment, Forest and Climate Change）
- 中央污染控制委员会（英语：Central Pollution Control Board）
- 古吉拉特邦污染控制委员会（英语：Gujarat Pollution Control Board）

### 爱尔兰
- 環境保護部（英语：Environmental Protection Agency (Ireland)）

### 马恩岛
- 萌島人遺產組織（英语：Manx National Heritage）

### 日本
- 環境省
  - 国立环境研究所

### 
- 大韩民国环境部（환경부）

### 新西兰
- 紐西蘭保育部（英语：New Zealand Department of Conservation）
- 環境部（英语：State sector organisations in New Zealand#Departments）
- 议会环境委员（英语：Parliamentary Commissioner for the Environment）

### 挪威
- 挪威氣候和环境部（英语：Ministry of Climate and Environment (Norway)）
- 挪威自然管理理事会（英语：Norwegian Directorate for Nature Management）
- 挪威氣候和污染局（英语：Norwegian Climate and Pollution Agency）

### 臺灣
- 行政院環境保護署

### 英国
- 环境意识建筑协会（英语：Association for Environment Conscious Building）
- 英国乡村保护运动（英语：Campaign to Protect Rural England）
- 地球之友
- 野生生物基金（英语：The Wildlife Trusts partnership）

#### 英格兰
- 卡姆登绿色展览会（英语：Camden Green Fair）
- 英格兰遗产
- 環境署（英语：Environment Agency）
- 自然的英格兰（英语：Natural England）

#### 苏格兰
- 历史之苏格兰（英语：Historic Scotland）
- 苏格兰自然遗产
- 苏格兰环境保护局（英语：Scottish Environment Protection Agency）

#### 
- 威爾士自然資源局

#### 北爱尔兰
- 北愛爾蘭環境局（英语：Northern Ireland Environment Agency）

### 美国
- 美国环境保护局
- 美国渔业及野生生物局（英语：United States Fish and Wildlife Service）

#### 美国原住民
- 部落间环境委员会（英语：Inter-Tribal Environmental Council）

- 美国所有的州都有管理野生动物的地方捕猎和其他捕获方式的渔猎部门。

## 独立组织（非政府组织）
这些组织致力于游说、提倡或保护：

### 国际性組織
- 非洲野狗保护协会（英语：African Wild Dog Conservancy）
- 阿加汗文化信托基金会（英语：Aga Khan Trust for Culture）
- 美国室内空气质量协会（英语：American Indoor Air Quality Council）
- 贝娄娜基金会（英语：Bellona Foundation）
- 警惕生物燃料（英语：Biofuelwatch）
- 生物圈考察队（英语：Biosphere Expeditions）
- 国际鸟盟
- 国际环境法中心（英语：Center for International Environmental Law）
- 保护基金会（英语：Conservation Foundation）
- 保护国际
- 保护法基金会（英语：Conservation Law Foundation）
- 地球优先！
- 地球岛屿协会（英语：Earth Island Institute）
- 地球解放阵线，ELF
- 地球解放犯支持网络（英语：Earth Liberation Prisoner Support Network），ELPSN
- 地球政策协会（英语：Earth Policy Institute）
- 环境法基金会（英语：Environmental Law Foundation），ELF，英国
- 环境调查局（英语：Environmental Investigation Agency）
- 森林与欧盟资源网络（英语：Forests and the European Union Resource Network），FERN
- 森林管理委员会
- 自然之友
- 地球之友
- 地球之母盖亚（英语：Gaia Mater (the mother Earth)）
- 全球水政策项目（英语：Global Water Policy Project）
- 全球证人（英语：Global Witness）
- 全球视野国际（英语：Global Vision International）
- 伟大演变（英语：Great Transition）
- 国际绿十字会（英语：Green Cross International）
- 绿色和平
- 基础·英国（英语：Groundwork UK）
- 国际模拟森林网络（英语：International Analog Forestry Network）
- 国际文化纪念物与历史场所委员会，ICOMOS
- 国际可持续发展研究会（英语：International Institute for Sustainable Development）
- 国际可持续性能源网络（英语：International Network for Sustainable Energy），INFORSE
- 遗产基金会（英语：Legacy Foundation）
- 公益自然（英语：NatureServe）
- 尼哥底母荒野项目（英语：Nicodemus Wilderness Project）
- 复活运动 -  为了环境可持续性、自由与社会公平的全球运动（英语：Regenesis Movement）
- 特勒斯协会（英语：Tellus Institute）
- 美国自然保育协会
- 斯德哥尔摩环境研究所（英语：Stockholm Environment Institute），SEI
- 冲浪者基金会（英语：Surfrider Foundation）
- 湿地国际
- 鲸鱼与海豚保护协会（英语：Whale and Dolphin Conservation Society）
- 野生生物保护协会（英语：Wildlife Conservation Society）
- 世界企业永续发展委员会
- 世界之变（英语：Worldchanging）
- 國際自然保护联盟，IUCN
- 世界资源研究所（英语：World Resources Institute），WRI
- 世界生命保护联盟（英语：World Union for Protection of Life），WUPL
- 世界观察研究会（英语：Worldwatch Institute）
- 世界自然基金会，WWF
- 薛西斯戈灰蝶协会（英语：Xerces Society）
- 从黄石河到育空河的保护倡议行动（英语：Yellowstone to Yukon Conservation Initiative）
- 青年的响声（英语：youthNoise）

### 地域性組織

#### 非洲
- 非洲美国人环境主义者联合会（英语：African American Environmentalist Association）
- 非洲保护基金会（英语：African Conservation Foundation）
- 非洲环境基金会（英语：Environmental Foundation for Africa）

#### 欧洲
- 气候行动网络（英语：Climate Action Network） - 欧洲 （CAN-欧洲）
- 欧洲生物统计联合会（英语：European Biomass Association）
- 欧洲环境司（英语：European Environmental Bureau），EEB
- 国际可持续性能源网络-欧洲（英语：INFORSE-Europe）
- 中欧与东欧区域环境中心（英语：Regional Environmental Center for Central and Eastern Europe）

#### 北美洲
- 环境专家联合会（英语：Association of Environmental Professionals），AEP
- 北美洲本地鱼类联合会（英语：North American Native Fishes Association）

### 国家性組織

#### 
- 澳大利亚保护基金会（英语：Australian Conservation Foundation）
- 澳大利亚煤炭联盟（英语：Australian Coal Alliance）
- 澳大利亚考拉基金会（英语：Australian Koala Foundation）
- 澳大利亚学生环境网络（英语：Australian Student Environment Network）
- 澳大利亚野生生物管理局（英语：Australian Wildlife Conservancy）
- 澳大利亚皇家鸟类学家联盟（英语：Royal Australasian Ornithologists Union）
- 环境维多利亚（英语：Environment Victoria）
- 绿化澳大利亚（英语：Greening Australia）（南澳）
- 盖亚基金会（英语：Gaia Movement）
- 澳大利亚土地养护（英语：Landcare Australia）
- 公共交通用户联合会（英语：Public Transport Users Association）
- 荒野協會（英语：The Wilderness Society (Australia)）
- 澳大利亚野生生物守卫（英语：Wildlife Watch Australia）

参见Category:澳大利亚的环境组织。

#### 奥地利
- 奥地利蒂罗尔过境制裁（英语：Transitforum Austria Tirol）

#### 加拿大
- 加拿大环境法律联合会（英语：Canadian Environmental Law Association）
- 加拿大环境网络（英语：Canadian Environmental Network）
- 加拿大环境法律与政策研究会（英语：Canadian Institute for Environmental Law and Policy）
- 加拿大天然公园与荒野协会（英语：Canadian Parks and Wilderness Society）
- 大卫·铃木基金会（英语：David Suzuki Foundation）
- 加拿大生态正义（英语：Ecojustice Canada (formerly Sierra Legal Defence Fund)）
- 地球解放军，ELA
- 绿色明天（英语：Green Tomorrow）
- 国际可持续发展研究会（英语：International Institute for Sustainable Development）
- 马尼托巴湖生态网络（英语：Manitoba Eco-Network）
- 自然加拿大（英语：Nature Canada）
- 加拿大塞拉俱乐部
- 塞拉法律辩护基金（英语：Sierra Legal Defence Fund）
- 多伦多环境同盟（英语：Toronto Environmental Alliance），TEA
- 多伦多环境联盟（英语：Toronto Environmental Coalition）

参见Category:加拿大的环境组织。

#### 
- 绿色奥西耶克生态联合会（英语：Ekološko društvo Zeleni Osijek）

#### 捷克
- 彩虹运动（英语：Hnutí DUHA） - 地球之友·捷克共和国

#### 丹麦
- 丹麦可再生能源组织（英语：Danish Organisation for Renewable Energy (OVE)）

#### 埃及
- 尼罗河环境权利中心（英语：Habi Center for Environmental Rights）

#### 德国
- 德国环境与自然保护联盟，BUND = 地球之友·德国
- 德国环境与自然保护青年联盟（英语：BUNDjugend），BUND的青年组织
- 德国自然保护联盟，NABU
- 自然与环境非暴力行动团体（德语：Robin Wood）

#### 香港
- 保護海港協會
- 嘉道理農場暨植物園
- 爭氣行動
- 環保觸覺
- 綠田園
- 綠色力量
- 綠領行動
- 綠色學生聯盟
- 長春社
- 香港地球之友
- 綠惜地球

#### 印度
- 环境与食物安全公司（英语：Environment and Food Security Concerns）

#### 伊朗
- 地球卫士中心（英语：Earth Watchers Center），EWC

#### 爱尔兰
- 环境保护组织（英语：Environmental Conservation Organisation）
- 全球正义运动（英语：Gluaiseacht）
- 爱尔兰泥炭地保护委员会（英语：Irish Peatland Conservation Council），IPCC

#### 以色列
- 以色列环境保卫联盟（英语：Israel Union for Environmental Defense），IUED, Adam Teva V'Di

#### 義大利
- 意大利鸟类保护同盟（英语：Lega Italiana Protezione Uccelli）

#### 
- 绿带运动

#### 北馬其頓
- 马其顿生态协会（英语：Macedonian Ecological Society）

#### 馬爾他
- 马耳他鸟类生活（英语：BirdLife Malta）

#### 尼泊尔
- 山区综合发展国际中心（英语：ICIMOD）

#### 荷蘭
- 环境与发展公共服务（英语：Both ENDS） environment and development service
- 教会间发展合作组织（英语：ICCO）
- 环境保卫（英语：Milieudefensie） - 地球之友·荷兰

#### 新西兰
- 布勒区保护团体（英语：Buller Conservation Group）
- 新西兰环境与保护组织（英语：Environment and Conservation Organisations of Aotearoa New Zealand），ECO
- 绿色和平·新西兰（英语：Greenpeace Aotearoa New Zealand）
- 反对海底采矿的新西兰人（英语：Kiwis Against Seabed Mining）
- 天然森林恢复信托基金（英语：Native Forest Restoration Trust）
- 新西兰生态恢复网络（英语：New Zealand Ecological Restoration Network）
- 新西兰皇家森林与鸟类保护协会（英语：Royal Forest and Bird Protection Society of New Zealand）
- 拯救快乐谷之战（英语：Save Happy Valley Campaign）
- 大地自然（英语：TerraNature）
- 生存之树（英语：Trees for Survival）
- 怀波阿森林信托基金（英语：Waipoua Forest Trust）
- 气候行动（英语：Climaction）

#### 挪威
- 贝娄娜基金会（英语：Bellona Foundation）
- 挪威自然保护协会（英语：Norwegian Society for the Conservation of Nature），地球之友·挪威 或 Norges Naturvernforbund
- 挪威绿色斗士（英语：Green Warriors of Norway），Norges Miljøvernforbund
- 自然与青年（英语：Natur og Ungdom）
- 零排放资源组织（英语：Zero Emission Resource Organisation）

#### 巴基斯坦
- Rehbar Development Foundation

#### 葡萄牙
- 栎树（自然保护全国联合会）

#### 菲律賓
- 食猿雕基金会（英语：Haribon Foundation）

#### 南非
- 非洲地球生物（英语：Earthlife Africa）
- 科贝赫核电站警告（英语：Koeberg Alert）
- 开普敦生态团体（英语：Cape Town Ecology Group）

#### 臺灣
- 台湾蛮野心足生态协会
- 財團法人環境權保障基金會

#### 坦桑尼亚
- 沙乡基金会（英语：Sand County Foundation）

#### 英国
- 气候行动阵营（英语：Camp for Climate Action）
- 英国乡村保护运动（英语：Campaign for the Protection of Rural England）
- 替代技术中心（英语：Centre for Alternative Technology），CAT
- 拐角担保有限公司（英语：The Corner House (organisation)）
- 实际（英语：Down to Earth）
- 地球优先！
- 地球解放阵线，ELF
- Forest Peoples Programme（英语：Forest Peoples Programme）
- 地球之友·英格兰、威尔士与北爱尔兰（英语：Friends of the Earth (EWNI)）
- 地球之友·苏格兰（英语：Friends of the Earth Scotland）
- 基础·英国（英语：Groundwork UK）
- 环境科学协会（英语：The Institution of Environmental Sciences）
- 海洋保护协会（英语：Marine Conservation Society）
- 约翰·缪尔信托基金（英语：John Muir Trust）
- 傻瓜星球（英语：Plane Stupid）
- 兴起的浪潮·英国（英语：Rising Tide UK）
- 城市与乡村规划联合会（英语：Town and Country Planning Association）
- 交通优化运动（英语：Transport 2000）
- 英国乡村保护委员会（英语：Council for the Protection of Rural England）
- 英国皇家鸟类保护协会，RSPB
- 海洋守护者协会
- 英国环境法律联合会（英语：UK Environmental Law Association），UKELA
- 世界野生生物基金会
- 生态与保护生物学中心（英语：CECB）

#### 美国
- 鲍鱼同盟（英语：Abalone alliance），历史上的
- 阿第伦达克山脉俱乐部（英语：Adirondack Mountain Club）
- 非洲美国人环境主义者联合会（英语：African American Environmentalist Association）
- 平铺富贵草土地信托基金（英语：Allegheny Land Trust）
- 气候保护同盟（英语：Alliance for Climate Protection）
- 节能同盟（英语：Alliance to Save Energy）
- 美国鸟类保护协会（英语：American Bird Conservancy）
- 美国耕地与农场信托基金（英语：American Farmland Trust）
- 阿巴拉契亚之声（英语：Appalachian Voices）
- 环境专家联合会（英语：Association of Environmental Professionals），AEP
- 支持稳定人口的加利福尼亚人（英语：Californians for Population Stabilization）
- 新美国梦之中心（英语：Center for a New American Dream）
- 进步改革中心（英语：Center for Progressive Reform）
- 环境公民运动（英语：Citizens Campaign for the Environment）
- 蛤壳同盟（英语：Clamshell Alliance）
- 净气（英语：Clear the Air (United States)）
- 野生生物保卫者（英语：Defenders of Wildlife）
- 地球优先！
- 地球岛屿研究会（英语：Earth Island Institute）
- 地球解放军，ELA
- 地球解放阵线，ELF
- 生态基金（英语：Ecologyfund.com）
- 环境保卫基金（英语：Environmental Defense Fund）
- 环境法律研究会（英语：Environmental Law Institute）
- 环境生命力量（英语：Environmental Life Force），ELF
- 森林护卫者（英语：Forest Guardians）
- 全球绿色·美国（英语：Global Green USA）
- 高高的尤盈塔保护委员会（英语：High Uintas Preservation Council）
- 环境科学与技术研究所（英语：Institute of Environmental Sciences and Technology -IEST）
- 艾萨克·沃尔顿联盟（英语：Izaak Walton League）
- 生态童子军（英语：Kids Ecology Corps）
- 环保选民联盟（英语：League of Conservation Voters）
- 国家奥杜邦学会
- 国家地理学会
- 国家野生生物联合会（英语：National Wildlife Federation）
- 本地森林委员会（英语：Native Forest Council）
- 自然资源守护委员会（英语：Natural Resources Defense Council）
- 自然教室（英语：Nature's Classroom）
- 公益自然（英语：NatureServe）
- 拒绝人口增长（英语：Negative Population Growth）
- 自然公园睦邻委员会（英语：Neighborhood Parks Council）
- 新泽西州奥杜邦学会（英语：New Jersey Audubon Society）
- 纽约市奥杜邦学会（英语：New York City Audubon）
- 纽约学生可持续性联盟（英语：New York Student Sustainability Coalition）
- 人口团体（英语：Population Connection）
- 人口与环境平衡（英语：Population-Environment Balance）
- 雨林行动网络（英语：Rainforest Action Network）
- 支持环保的共和党人（英语：Republicans for Environmental Protection）
- 兴起的浪潮·北美（英语：Rising Tide North America）
- 沙乡基金会（英语：Sand County Foundation）
- 抢救红木联盟（英语：Save the Redwoods League）
- 海洋守护者
- 山脉社
- 硅谷毒物联盟
- 学生保护联合会（英语：Student Conservation Association）
- 学生环境行动联盟（英语：Student Environmental Action Coalition），SEAC
- 德克萨斯环境运动（英语：Texas Campaign for the Environment）
- 海洋哺乳动物中心（英语：The Marine Mammal Center）
- 美国自然保育协会
- 现场研究学派（英语：The School for Field Studies）
- 荒野協會（英语：The Wilderness Society (United States)）
- 树人，由安迪·利普基斯（英语：Andy Lipkis）创办
- 担忧的科学家联合会（英语：Union of Concerned Scientists）
- 护水者联盟（英语：Waterkeeper Alliance）
- 世界之变（英语：Worldchanging）
- 世界观察研究会（英语：Worldwatch Institute）

### 其他（待分类）
- 北京绿十字（PGC）
- 资源基金会（英语：The Resource Foundation）
- 公民信托基金（英语：ivic Trust）
- 绿色卫士环境（英语：GREENGUARD Environmental Institute）
- 基础 (环境组织))（英语：Groundwork）
- 世界产业工人
- 重要信息（英语：Essential Information）
- 环境工作团体（英语：Environmental Working Group）
- 鸟类保护·魁北克（英语：Bird Protection Quebec）
- 蒙大拿荒野联合会（英语：Montana Wilderness Association）
- 制止环境罪孽母亲组织（英语：Mothers Organized to Stop Environmental Sin），MOSES
- 地球组织（英语：The Earth Organization）
- 地球巡逻兵（英语：Earth Rangers）
- 地球分享（英语：Earth Share）
- 人与星球（英语：People & Planet）
- 应用环境研究基金会（英语：Applied Environmental Research Foundation - AERF）
- 环境与资源经济学家联合会（英语：Association of Environmental and Resource Economists (AERE)）
- 山龙眼环境基金会（英语：Banksia Environmental Foundation）
- 邦纳维尔环境基金会（英语：Bonneville Environmental Foundation），BEF
- 水与环境管理特别协会（英语：Chartered Institution of Water and Environmental Management）
- 欧洲环境工程协会同盟（英语：Confederation of European Environmental Engineering Societies）
- 创造性环境网络（英语：Creative Environmental Networks），CEN
- 环境贸易联合会同盟（英语：Federation of Environmental Trade Associations）
- 环境行动论坛（英语：ENFORAC）
- 环境·加利福尼亚（英语：Environment California）
- 环境与能源研究所（英语：Environmental and Energy Study Institute），EESI
- 阿克图卢斯(熊的守护者)环境中心（英语：Environmental Centre ARCTUROS）
- 环境设计与研究联合会（英语：Environmental Design Research Association），EDRA
- 适合K–12学校的环境团体和资源（英语：Environmental groups and resources serving K–12 schools）
- 环境正义基金会
- 环境法律公共服务（英语：Environmental Law Service），ELS
- 环境保护·英国（英语：Environmental Protection UK）
- 环境服务联合会（英语：Environmental Services Association）
- 环境运输联合会（英语：Environmental Transport Association）
- 欧洲环境与资源经济学家联合会（英语：European Association of Environmental and Resource Economists (EAERE)）
- 绿驼铃
- 能源与环境研究所（英语：Institute for Energy and Environmental Research），IEER
- 国家科学与环境委员会（英语：National Council for Science and the Environment），NCSE
- 国家环境专家注册处（英语：National Registry of Environmental Professionals），NREP
- 新西兰环境健康研究会（英语：New Zealand Institute of Environmental Health），NZIEH
- 太平洋环境（英语：Pacific Environment）
- 巴勒斯坦环境非政府组织网络（英语：Palestinian Environmental NGOs Network）
- 环境责任公共职员（英语：Public Employees for Environmental Responsibility），PEER
- 科学与环境政策项目（英语：Science & Environmental Policy Project），SEPP
- 环境研究会（英语：The Environmental Institute），O Instituto Ambiental [OIA]
- 海洋保护协会（英语：The Ocean Conservancy）
- 西哈莱姆环境行动（英语：West Harlem Environmental Action），WEACT
- 41磅（英语：41pounds.org）
- 美国信天翁基金会（英语：Albatross Foundation USA）
- 阿灵顿交通运输联盟（英语：Arlington Coalition on Transportation），ACT
- 溺湾保卫联合会（英语：Asociación pola defensa da ría）
- 无忧树生态与环境研究基金（英语：ATREE）
- 不丹环境保护信托基金（英语：Bhutan Trust Fund for Environmental Conservation）
- 蓝楔（英语：Blue Wedges）
- 切萨皮克湾建设者（英语：Builders for the Bay）
- 印度环境研究与教育中心（英语：CERE India）
- 净海基金会（英语：Clean Ocean Foundation）
- 积极的明天委员会（英语：Committee for a Constructive Tomorrow）
- 地球力量（英语：Earth Force (Environmental group)）
- 生态信托（英语：Ecotrust）
- 能源调查（英语：Energy Probe）
- 环境2004（英语：Environment 2004）
- 环境之友（英语：Friends of the Environment）
- 西非绿色行动者（英语：Green Actors of West Africa），GAWA
- 绿色联盟
- 国际纳米技术委员会（英语：International Council on Nanotechnology），ICON
- 伦敦伊斯兰环境网络（英语：London Islamic Network for the Environment (LINE)）
- 保护我们的岛屿（英语：Preserve Our Island）
- 水族世界意识、责任与教育计划（英语：Project AWARE）
- 未来资源（英语：Resources for the Future），RFF
- 河流看护者（英语：Riverkeeper）
- 反对采矿的锡布延人（英语：Sibuyanons Against Mining）
- 山脉社青年联盟（英语：Sierra Youth Coalition / Coalition Jeunesse Sierra）
- 环境协会（英语：Society for the Environment），SocEnv
- 遏制环境无序（英语：Stop Climate Chaos）
- 可持续性硅谷（英语：Sustainable Silicon Valley），SSV
- 抵制纸浆厂的塔斯马尼亚人（英语：Tasmanians Against the Pulp mill Inc.）
- 水环境研究基金会（英语：Water Environment Research Foundation），WERF
- 野生基金会（英语：WILD Foundation）
- 克什米尔绿色希望（英语：Green hopes Kashmir）

## 虚构組織
- 电影續幻魔終結者中的绿色世界（GreenWorld）。